# 知多弁
知多弁（ちたべん）は、日本の愛知県知多半島地域で話される日本語の方言。
本項では、名古屋市中心部の狭義の名古屋弁との差異を中心に述べる。知多弁は名古屋弁や西三河弁との共通点が多いため、名古屋弁・三河弁の項目と見比べながら読まれたい。

## 概要
尾張地方で話される言葉を尾張弁と定義すると、北尾張・瀬戸・名古屋・知多の4つに大きく分かれる。知多弁は広義の名古屋弁に含まれることもあるが、知多弁全体としてはむしろ西三河弁に近い。
天白川を境に、その南部地域で話される。また東海市・知多市・半田市・南知多町など、地域ごとでニュアンスもわずかに異なる。名古屋市南部の旧知多郡から名古屋市へ編入された地域の方言も知多弁に近いが、行政上名古屋市に含まれることから今日では知多弁と呼ばれることは少ない。
また、知多半島内でも名古屋市に隣接する東海市や大府市は名古屋市との結びつきが強い地域である。そのため、現在これらの地域では狭義の名古屋弁と知多弁の混在地域となっている。
知多弁を用いた伝統芸能に尾張萬歳があり、重要無形民俗文化財に指定されている。知多市等では季節行事に行われ、愛・地球博でも公演された。

## 文法

### 終助詞
- 驚きを表す表現として「げえ」を使う。〔例〕虹が出とるげえ。（虹が出ているじゃないか。）
- 相手に抗議する時は、三河弁と同じく「～じゃん」を用いる。〔例〕今やっとるじゃん（今やっているじゃないか）。
- ぎゃあ :名古屋弁であることを示す記号としてマスメディアで使われる「ぎゃあ」とは別に、知多半島の一部で強い自己主張や激しい感情を表現する場合に使われる。

### 準体助詞の不使用
「～するのだ／～するんだ」「～するのが」などの「の」または「ん」を準体助詞というが、知多弁では準体助詞を用いずに「～するだ」「～するが」とする。文語でも同様であることを考えると、元々あったものが省略されるようになったのではなく、古い形を保っていると見るべきである。ただし、名詞の後で「～なんだ」と言うときは「×～なだ」とはならず共通語と同様に「～なんだ」と言う。
これは三河弁も同様である。

### 活用
- サ行五段動詞がイ音便を起こすことがあるのは狭義の名古屋弁と同様である。

### 助動詞・補助動詞
- 西三河弁と同じく確認の助動詞「だらあ」を使う。狭義の名古屋弁では使わない。

- 尊敬の助動詞「やあす」を使わず、専ら「っせる」「やっせる」を使う。ただし「やあす」の命令形から派生した「やあ」は使う。

- 「ちょうす」は使わず、代わりに「おくれる」を使う。ただし「ちょうす」の命令形から派生した「ちょう」は使う。

- 「～してしまう」は「～しちゃう、～してしまう」である。（狭義名古屋弁では「～してまう」）

### 動詞
- 「する」の終止・連体形として「せる」という形が現れることがある。
- 知多半島では「動く」を「いごく[注釈 1]」、知多半島以外の知多弁エリアでは「動く」を「いのく」と言うことが多い。その理由として、鼻濁音の「ご」が「の」に聞こえるためとされる[2]。

### 動詞の否定形
動詞の否定形には、通常の否定を表す「～ん」の他に、強い否定あるいは迷惑感のある否定を表す「～せん（へん）」の形がある。これについては地域差よりも個人差のほうが大きいので狭義の名古屋弁との違いはよく分からない。

### 軽い命令
西三河弁と同じく、「〜りん」
や「〜りや」を用いる。〔例〕食べりや（食べなよ）。〔例2〕やってみりん（やってみなよ）。
名古屋弁では、食べやあ/やってみやあ。

## 発音

### 母音
- 狭義の名古屋弁ではaiまたはaeという母音の連なりがアとエの中間の母音を伸ばしたものに転じることがあるが知多弁ではこの現象は起こらない。知多半島南部ではaiはeeに変化する傾向がある[3][4]。

### アクセント
西三河弁と同じく中輪東京式アクセントで、内輪東京式アクセントの名古屋弁と対立する。名古屋弁では3拍形容詞のアクセントが中高型に統一されているが、知多弁では「赤い」などの第1類は平板型である。この点、西三河弁や共通語に近い。

### イントネーション
狭義の名古屋弁と同様。

## 語彙
語彙の面での狭義の名古屋弁との差異はあまり無い。
知多半島出身のお年寄りは名古屋の特徴とも言える「机をつる」を「机をづる」と言う。

## メディアと知多弁
エリア圏内出身者の有名人は多数存在するが、山田昌・蟹江篤子・TOKONA-Xなど当事者が名古屋人・名古屋弁話者を自称していることが多く、曖昧になっているのが現状である。

### アニメ、キャラクターなど
- 知多娘。

### 絵本
半田市出身の童話作家新美南吉の作品内において、古い知多弁の使用が見受けられる。